# Okręg wyborczy Oswestry
Okręg wyborczy Oswestry powstał w 1885 r. i wysyłał do brytyjskiej Izby Gmin jednego deputowanego. Okręg obejmował miasto Oswestry w hrabstwie Shropshire. Został zniesiony w 1983 r.

## Deputowani do brytyjskiej Izby Gmin z okręgu Oswestry
- 1885–1901: Stanley Leighton
- 1901–1904: George Ormsby-Gore, Partia Konserwatywna
- 1904–1906: Allan Bright
- 1906–1929: William Bridgeman, Partia Konserwatywna
- 1929–1945: Bertie Leighton
- 1945–1950: Oliver Poole, Partia Konserwatywna
- 1950–1961: David Ormsby-Gore, Partia Konserwatywna
- 1961–1983: John Biffen, Partia Konserwatywna